# 164,7 mm/50 морско оръдие Model 1902
164,7 mm/50 Model 1902 e корабно оръдие с калибър 164,7 mm, разработено и произвеждано във Франция. На въоръжение е във ВМС на Франция. Предназначено е за въоръжение на броненосците от типа „Републик“, броненосните крайцери „Жул Мишле“, „Ернест Ренан“, а също и типа „Леон Гамбета“. Обаче разработката му се проточва и на корабите са поставени оръдията от стария тип Model 1893-96M. Оръдието става последната артсистема с такъв калибър във ВМС на Франция.